# محمد الخرافي
محمد عبد المحسن الناصر الخرافي (1919 - 5 سبتمبر 1993)، سياسي ورجل أعمال كويتي ومؤسس مجموعة الخرافي سنة 1956، وهو والد كل من الراحل ناصر الخرافي رئيس مجموعة الخرافي والراحل جاسم الخرافي رئيس مجلس الأمة منذ عام 1999 حتى عام 2011 وفوزي الخرافي وفايزة الخرافي..

## مسيرته التعليمية
عندما بلغ محمد الخرافي السادسة من عمره التحق بالكُتَّاب لتعلم القرآن الكريم ومبادئ القراءة والكتابة والحساب، ثم التحق بمدرسة الملا محمد صالح العجيري والد الفلكي المعروف د. صالح العجيري، وفي تلك المدرسة أتقن القراءة والكتابة، وتعلَّم تجويد القرآن الكريم، وفي العطلات الصيفية كان والده يصطحبه معه إلى كراتشي في باكستان وهناك تعلم مبادئ اللغة الإنجليزية وغيرها من المهارات، وفي عام 1928م التحق بالمدرسة الأحمدية ليتلقى تعليماً نظامياً على أيدي معلمين متخصصين، وحصَّل فيها كل ما كان متاحاً من المهارات التعليمية الأساسية خلال أربع سنوات دراسية..
وفي عام 1932م بدأ مسيرة العمل في التجارة عندما أرسله والده في رحلة تجارية إلى عدن باليمن لتدريبه على أصول التجارة، وهناك التحق بمدرسة خاصة هي مدرسة «بازرعة» التي يملكها التاجر اليمني المعروف «بازرعة»، حيث درس بعض العلوم التجارية، كما واصل دراسة اللغة الإنجليزية، وكان في الوقت ذاته يتردد على النادي العربي في عدن، مما أتاح له الفرصة للاختلاط بالعرب من دول مختلفة ومعايشة الأفكار الجديدة في ذلك الميناء المنفتح على العالم، ثم التحق بعد ذلك بمدرسة «الدولة» التي كانت تسمى كذلك، وهي مدرسة أنشأها الإنجليز في عدن لتعليم أبناء القبائل وفق النظام الإنجليزي، حتى يسهل التعامل معهم فيما بعد، فقد كانت عدن آنذاك مستعمرة بريطانية. وقد استفاد محمد الخرافي كثيراً من رحلاته التعليمية بين مدارس كراتشي وعدن فارتفع مستواه التعليمي والثقافي، وفي نهاية الموسم الدراسي من كل عام كان يستقل إحدى البواخر المتجهة إلى الكويت، لزيارة أهله ثم يعود إلى عدن مرة أخرى، بالطريقة نفسها لمواصلة تعليمه وتدريبه على التجارة.[بحاجة لمصدر]

## قصته مع العمل التجاري
في عام 1936م ذهب والده عبد المحسن في رحلته السنوية إلى عدن لزيارته، وخلال هذه الزيارة قرر الوالد أن يضع حداً لغربة إبنه وعاد به إلى الكويت، ليبدأ مرحلة جديدة من حياته التجارية وذلك بالعمل إلى جوار والده الذي استقر بالكويت ولم يعد يسافر إلى تجارته في البصرة أو الهند، ولكنه كان ينيب ابنه عنه للسفر عند الضرورة، وبعد عام قضاه في العمل مع والده في الكويت سافر محمد إلى كراتشي لينوب عن التاجر فهد المرزوق في إدارة متجره هناك، وذلك خلال وجود المرزوق في الكويت، والذي امتد لستة أشهر عاد بعدها محمد إلى الكويت مرة أخرى لمواصلة عمله مع والده الذي اتسعت تجارته مع الهند، ولذا توالت سفرات محمد إلى هناك حيث كان يطول به المقام إلى عام كامل أحياناً..
واصل محمد عبد المحسن الخرافي رحلاته التجارية الموسمية إلى الهند لمتابعة تجارة العائلة هناك، بعد أن تزوج ابنة التاجر جاسم محمد بودي عام 1938م. وفي أوائل الأربعينيات قرر الإقامة في الهند فاصطحب معه زوجته وابنيه جاسماً وناصراً، وهناك أدخلهما إحدى المدارس بمدينة بومباي بينما تفرَّغ هو لعمله، وفي أوائل الخمسينيات عاد إلى الكويت مع أسرته ولكنه استمر في السفر الموسمي إلى الهند لأمور تتعلق بتجارته، وزار العديد من البلدان الأخرى مثل إنجلترا ومصر، حيث كان يلتقي بأصدقائه من الطلبة الكويتيين، وفي عام 1955م استقر نهائياً في الكويت وترك التجارة مع الهند بعد أن قُسِّمت إلى دولتين (الهند وباكستان)، وبدأت أموال النفط تنعش الاقتصاد الكويتي وتهيمن عليه؛ مما جعل التجارة مع الهند ليست كما كانت عليه من قبل من حيث الأهمية بالنسبة للكويت..

## أوجه الإحسان في حياته
إذا كان محمد عبد المحسن الخرافي، قد اتسعت رقعة أنشطته التجارية وتنوعت في الفترة التي أعقبت ظهور النفط وبداية حركة التنظيم والعمران في الكويت، فإنه إلى جانب ذلك كان يدرك أن المال الذي بين يديه لا بد أن يكون فيه نصيب للمحتاج وصاحب العوز والفاقة، مصداقاً لقوله تعالى: وَالَّذِينَ فِي أَمْوَالِهِمْ حَقٌّ مَّعْلُومٌ (24) لِّلسَّائِلِ وَالْمَحْرُومِ (25).()
وعملاً بهذه المعاني القرآنية السامية، كان محمد الخرافي يفتح بابه لكل محتاج، فلم يرد سائلاً أبداً. وقد كان حريصاً على أن يكون ذلك سراً بينه وبين ربه، حتى لا تعلم شماله ما تنفق يمينه، وقد أوصى ذريته من بعده بالاستمرار في أعمال الخير بالصرف من ثلثه فكان عمله وعمل ذريته من بعده ظاهراً للعيان، شاهداً على حرصه وحرص ذريته على فعل الخير. فكان من الأعمال الكثيرة ما سنرى ملخصه في الصفحات التالية..

## عمارة المساجد
أولا: داخل الكويت: قام محمد عبد المحسن الخرافي ببناء عشرة مساجد في دولة الكويت، توزَّعت في المدارس والمراكز التعليمية الكويتية، لإدراكه أن للمساجد دوراً ثقافياً وتعليمياً كبيراً، خاصة في المدارس، حيث تلقى فيها الدروس وتعقد المحاضرات والندوات وحلقات القرآن الكريم، كما أسس مسجداً باسم والده عبد المحسن ناصر الخرافي ووالدته نورة أحمد الخرافي في منطقة البدع بالسالمية..
ثانياً: خارج الكويت
شيد ثلاثة عشر مسجداً خارج دولة الكويت، وتوزعت في معظم قارات العالم كما يلي:
- قارة إفريقيا: قام ببناء ستة مساجد في كل من: ساحل العاج، والسنغال، وغينيا بيساو، وتوغو، والنيجر، وغينيا كونكري.
- قارة آسيا: قام ببناء ثلاثة مساجد: اثنان منها في لبنان، والثالث في بنجلاديش.- أوروبا وأمريكا: قام بتشييد أربعة مساجد؛ اثنان منها في أمريكا والثالث في هولندا والرابع في إنجلترا.

## رعايته للأيتام
قدم الدعم المادي للكثير من الجمعيات الخيرية التي ترعى اليتامى لتمكينها من القيام برسالتها على أكمل وجه في العناية بهم. وتتويجاً لأعماله في هذا المجال قام بإنشاء دُورٍ كاملة للأيتام تتكفل بتربيتهم وتعليمهم وتوفير كافة متطلباتهم كما يلي:- 
- دار الأيتام في بوركينا فاسو.
- دار الأيتام في مالي.
- دار الأيتام في سيريلانكا.
- دار المؤمنات في دولة مالاوي. المراكز الإسلامية

المركز الإسلامي يحتوي على العديد من المرافق المهمة. فإلى جانب المسجد ومصلى النساء يوجد المستوصف والصيدلية والمكتبة وفصول الدراسة وقاعة المحاضرات وصالة الألعاب وغرف التدريب المهني، وكلها تقوم بأدوار اجتماعية وصحية وتعليمية متكاملة. ولذا فقد قام بإنشاء عدد من هذه المراكز كما يلي:
- المركز الإسلامي في بوركينا فاسو.
- المركز الإسلامي في مالاوي.
- المركز الإسلامي في غينيا بيساو.
- المركز الإسلامي في مالي.
- المركز الإسلامي في إندونيسيا.
- المركز الإسلامي في بنجلاديش.
- المركز الإسلامي في كمبوديا.

## مراكز الحاسوب
اهتم بنشر العلم من خلال المدارس والمعاهد التي شيدها، ومن العلوم التي كان يحرص على نشرها في المجتمع علوم الحاسوب (الكمبيوتر)، فقد كان يؤمن بأن الأمة بحاجة إلى علم الحاسوب وما يستجد فيه من نظريات وتطبيقات، ولذلك بادر إلى فتح العديد من مراكز الكمبيوتر داخل دولة الكويت وخارجها.
أولاً: داخل الكويت:
أقام أحد عشر مركزاً للحاسوب في بعض المدارس والمعاهد ومراكز الشباب وبيوت القرآن الكريم والسجن العمومي (سجن طلحة).
ثانياً: خارج الكويت:
أقام المعهدين التاليين:
- معهد التدريب على الحاسوب في بوركينا فاسو.
- معهد التدريب على الحاسوب في مالاوي.

وما زالت هذه المراكز قائمة تؤدي دورها في خدمة الجهات والمؤسسات المعنية بأيسر الطرق وأسرعها، ويتابع أبناؤه هذه المراكز بالرعاية والاهتمام لتحديث الأجهزة وإصلاحها. ورش التأهيل ومعاهد التدريب
حرص على تهيئة الشباب للعمل المهني وتدريبهم على الأعمال الحرفية والمهن الصناعية التي يحتاجها المجتمع، خاصة في الدول الإسلامية ذات الكثافة السكانية العالية والتي توجد فيها أعداد كبيرة من الشباب بلا عمل، فأنشأ:
- ورشة تأهيل في مدينة جدو بالصومال، بإشراف جمعية محبة الإسلام.
- مركز تدريب في مدينة دكار في السنغال بإشراف بيت الزكاة.
- معهداً مهنياً للأيتام في مدينة بوقور بإندونيسيا، بإشراف جمعية إحياء التراث الإسلامي.
- معهد تدريب مهني في مدينة فاكها دنوي في سيريلانكا، بإشراف بيت الزكاة.
- معهد تدريب (ميكانيكا) بمدينة كنانور بالهند، بإشراف جمعية المقر السني.

وفي داخل دولة الكويت أقام مجمع ورش في مدرسة عبد المحسن ناصر الخرافي المتوسطة للبنين في منطقة بيان، وذلك لتدريب الطلبة على مزاولة الأعمال الحرفية والصناعية المهمة في الكويت. منازل الفقراء،
نشطت العديد من الجمعيات الخيرية والهيئات الإسلامية في العمل على بناء مساكن مناسبة للفقراء والمساكين – الذين لا يجدون بيوتاً تؤويهم – بتبرعات المحسنين وأهل الخير. وقد لبَّى محمد عبد المحسن الخرافي دعوة بيت الزكاة في الكويت لبناء قرية للفقراء في سيرلانكا تضم 20 منزلاً.
كما قام بتجهيز منازل للفقراء في كل من البحرين ولبنان وألبانيا، بإشراف بيت الزكاة أيضاً، وذلك مساهمة منه في توفير الاستقرار للعديد من الأسر المسلمة في تلك البلدان.
قاعات المحاضرات والصالات الرياضية
تعد الصالات والقاعات مرافق حيوية في المؤسسات العلمية والخيرية العامة والخاصة، وتلبيةً لدعوة هذه المؤسسات قام محمد عبد المحسن الخرافي ببناء العديد من الصالات والقاعات، مشاركة منه في دعم الجهود الإنسانية والخدمات الاجتماعية التي تؤديها هذه المؤسسات، كما يلي:
أولاً: داخل الكويت
- قاعة محاضرات في لجنة التعريف بالإسلام، لاستقبال الداخلين الجدد في الإسلام وتلقينهم الشهادة وتعريفهم بالإسلام، ويبلغ عدد الذين يعلنون إسلامهم في هذه القاعة سنوياً ما يقارب ألف مهتدٍ.
- صالة للمؤتمرات في الهيئة الخيرية الإسلامية العالمية في مقرها الجديد بجنوب السرة (منطقة الوزارات). وتعد هذه الصالة من أحدث الصالات داخل الكويت.
- مركز تدريب ومحاضرات بالأمانة العامة للأوقاف بالدسمة.
- صالة اجتماعات وندوات بثانوية الجزائر (بنات) بالشامية.
- صالتا تسجيل بكلية الشريعة والدراسات الإسلامية بجامعة الكويت في كيفان.
- صالة ومكاتب في ثانوية يوسف بن عيسى للمقررات (بنين) بضاحية عبد الله السالم. ومن أجل تشجيع الرياضة أقام ما يلي:
- صالة رياضية في مدرسة الوفاء بحولي.
- صالة رياضية وحمام سباحة في مركز التوحد بالروضة.
- صالة ألعاب رياضية خاصة بالمكفوفين مع تجهيزاتها في مدرسة النور بمنطقة حولي.

ثانيا: خارج الكويت
- صالة في مقر اتحاد الطلبة بالقاهرة في جمهورية مصر العربية الشقيقة.
- قاعة متعددة الأغراض في مانشستر بإنجلترا، وذلك بإشراف مجلس أمناء المدارس الإنجليزية.

دعم اللجان الخيرية الكويتية تحتضن الكويت العديد من اللجان الخيرية التي تقيم مشاريعها في شتى أنحاء العالم، ولقد حرص على دعمها وتقديم المساعدات اللازمة لها، لتمكينها من مزاولة نشاطها وأداء رسالتها على أكمل وجه داخل الكويت وخارجها، ولعله من الواضح من خلال ما سبق عرضه وما سيلحق ذكره من إنجازات خيرة مدى استعانته بجهود هذه اللجان الخيرية.
تمليك الفقراء المزارع والأراضي
كان يشعر بتعاطف كبير تجاه إخوانه المسلمين المحتاجين في كل مكان، فحرص على أن يقدم لهم خدماته للتيسير عليهم وإصلاح أحوالهم، عملاً بقوله تبارك وتعالى: وَالْمُؤْمِنُونَ وَالْمُؤْمِنَاتُ بَعْضُهُمْ أَوْلِيَاء بَعْضٍ...(71)().
ولذلك قام بشراء الأراضي والمزارع وملَّكها للفقراء والمساكين في عدة دول كما يلي:
- شراء مزرعة أبقار في بوركينا فاسو، ومزرعة أسماك في بنين، ومزرعتي حمضيات وأرز في تشاد، وتمليك هذه المزارع للفقراء والمساكين في هذه الدول.
- شراء عقار ووقفه في مالاوي، ليستفيد المسلمون من ريعه في سد احتياجاتهم.

وكان هدفه من شراء هذه المزارع والعقارات والأراضي، وتمليكها الفقراء والمساكين، توفير مصدر دائم للرزق لهم، من خلال الاعتماد على النفس، دون مد الأيدي لسؤال الآخرين.

## الحج والعمرة
حرص محمد الخرافي على إدخال البهجة إلى قلوب الفقراء الذين يتوقون إلى حج بيت الله الحرام ولا يستطيعون إلى ذلك سبيلاً، فقام بما يلي:
- إيفاد (50) مسلماً كل عام لأداء فريضة الحج على نفقته الخاصة.
- إيفاد مجموعة من طلبة البعوث الأفارقة والآسيويين – الدارسين بالهيئة العامة للتعليم التطبيقي والتدريب بالكويت، وكذلك أبناء دور الرعاية الاجتماعية – إلى الديار المقدَّسة لأداء العمرة.
- إيفاد مجموعة من التائبين عن تعاطي المخدرات بإشراف لجنة بشائر الخير.

اهتماماته بنشر العلم:
لقد كان محمد الخرافي أيادٍ بيضٍ في دعم الأنشطة العلمية داخل وخارج دولة الكويت كما يلي:
أولاً : داخل الكويت:
فضلاً عن كونه أحد مؤسسي مؤسسة الكويت للتقدم العلمي، فقد شملت إسهاماته معظم الأنشطة العلمية التي ترتقي بالعملية التعليمية داخل المدارس الكويتية كما يلي:
- أنشأ خمسة مختبرات لغوية في كل من: مدرسة الشامية المشتركة للبنات بمنطقة الشامية، ومدرسة خولة المشتركة للبنات بمنطقة الشويخ، ومدرسة عبد العزيز حسين للبنين بالشويخ، ومدرسة عبد المحسن ناصر الخرافي للبنين في منطقة بيان، ومدرسة الجزائر مقررات – بنات في منطقة الشامية.
- أقام مختبراً للعلوم في مدرسة المنصورية المشتركة بمنطقة المنصورية.
- أنشأ فصولاً دراسية في مركز تقويم الطفل بالشويخ.
- أقام معرضاً علمياً متنقلاً، ومجهزاً بأحدث الأجهزة العلمية في النادي العلمي.
- أنشأ مكتبة مدرسية في مدرسة خولة المشتركة للبنات بالشويخ.

ثانيا : خارج الكويت:
حرص محمد الخرافي على تهيئة الظروف التربوية والتعليمية للنهوض بأبناء المسلمين في كل مكان، ولقد شمل نشاطه في هذا المجال أعمالاً عديدة كما يلي:
- على مستوى المدارس شيَّد محمد الخرافي مدرسة في كل من: الصومال والسنغال وبوركينا فاسو ومصر وغينيا كوناكري وغانا وتشاد، وبنجلاديش ولبنان وغينيا بيساو.

- امتد نشاطه العلمي إلى أمريكا حيث بنى مدرسة بولاية ميرلاند، وشارك في بناء مدرسة أخرى بولاية شيكاغو، وأقام مركزاً علمياً في واشنطن يعرف باسم (دار الأرقم).
- على مستوى المعاهد العلمية:

أقام معهداً للغات في مدينة لكهنؤ بالهند، كما أقام مكتبة في غينيا بيساو، وساهم بدفع رواتب المدرسين العاملين في بعض المدارس الإسلامية في النيجر، بالتعاون مع بيت الزكاة في الكويت.
إصلاح كلية العلوم بجامعة الكويت
خصص محمد الخرافي الكثير من أمواله لخدمة الصالح العام ودعم المشروعات الوطنية، ولعل مسـارعته لإصلاح وإعادة تأهيل كلية العلوم بجامعة الكويت خير مثال على ذلك. فقد شب حريق هائل في الكلية، في بداية العام الدراسي 1987م، وأتلف أقساماً علمية بكاملها – وهو ما هدد بتوقف الدراسة فيها، وتعريض الطلاب وإدارة الجامعة لمشكلة ضياع الوقت، في انتظار إصلاحها – وفور علمه بما جرى سارع لإصلاح الكلية وإعادة تأهيلها للدراسة، وانتظم الطلاب في دراستهم مرة أخرى.

## خدمته لكتاب الله تعالى
القرآن الكريم كتاب الله تبارك وتعالى أنزله لهداية الناس وإصلاح أحوالهم وبيان ما ينفعهم وما يضرهم، قال تعالى:...وَنَزَّلْنَا عَلَيْكَ الْكِتَابَ تِبْيَانًا لِّكُلِّ شَيْءٍ وَهُدًى وَرَحْمَةً وَبُشْرَى لِلْمُسْلِمِينَ (89)()
ولهذا فقد كان للقرآن الكريم منزلته الرفيعة في قلب محمد عبد المحسن الخرافي فقام بتنظيم مسابقة سنوية لحفظ القرآن الكريم على مستوى الكويت، يتسابق من خلالها المسلمون على مختلف مستوياتهم في قراءة القرآن وحفظه وتفسيره، وذلك بإشراف بيت القرآن في الفحيحيل والتابع لجمعية الإصلاح الاجتماعي.
ولقد بارك الله تعالى في هذا العمل الطيب حيث يشارك في هذه المسابقة سنوياً ما يزيد على ألف مشترك من الرجال والنساء من مختلف الجنسيات، محققين بذلك ما يرجوه القائمون عليها، من حفظ كتاب الله والتخلق بأخلاقه والعمل بأحكامه والانتفاع بما فيه من الآيات والنور المبين، مصداقاً لقوله ﷺ «خَيْرُكُمْ مَنْ تَعَلَّمَ الْقُرْآنَ وَعَلَّمَهُ»().
الخدمات الإعلامية 
للإعلام دور قوي في خدمة أهداف الأمة الإسلامية وتثقيف أبنائها وإبراز حقوقها والدفاع عن مصالحها. وهذا ما كان يؤمن به محمد عبد المحسن الخرافي. ومن هذا المنطلق قام بما يلي:
- ساهم في تأسيس إذاعة داخلية في واشنطن بأمريكا لخدمة التجمع الإسلامي هناك.
- قام ببناء قاعة للسينما في مقر المعرض الدائم لشواهد العدوان العراقي بالشويخ، يتم من خلالها عرض كل ما لحق بالوزارات والهيئات من دمار خلال فترة الغزو العراقي.
- شيَّد غرفتين للعروض الضوئية في كل من روضة المنصور بالشويخ وروضة الشامية.
- قام بإعداد معرض علمي متنقل يتبع النادي العلمي، بإشراف الأمانة العامة للأوقاف والذي يفتح المجال أمام المواطنين للإطلاع على الإنجازات الحديثة، ويوفر للطلاب والمدرسين مجالات علمية مناسبة، لممارسة النشاطات العلمية.

## دوره الوطني
لم يقتصر دور محمد الخرافي الوطني على أزمنة الرخاء، وإنما تجلى هذا الدور خلال محنة الغزو العراقي الغاشم لدولة الكويت، من خلال موقفه الإنساني الرائع الذي تجسد في المسارعة بتقديم المساعدات العاجلة لعدد من أبناء الكويت في الخارج، الذين نزحوا عن الوطن فراراً من بطش المحتلين وجبروتهم أو لأولئك الذين كانوا خلال الاحتلال خارج الوطن وأجبرتهم الظروف على البقاء هناك وتقطعت بهم السبل، ومن جانب آخر فقد وجدت الجمعيات الخيرية الكويتية نفسها بعد الغزو في مأزق صعب، فمن ناحية توقفت نفقاتها المالية التي كانت ترسلها إلى المحتاجين في الخارج، لإقامة المشاريع وإطعام الجياع الذين تعودوا على تلقي مساعدات هذه الجمعيات، ومن ناحية أخرى كان لا بد من توفير المال لأبناء الكويت الموجودين في الخارج بسبب الغزو.
ولنترك د. عبد الرحمن حمود السميط الأمين العام للجنة مسلمي إفريقيا في ذلك الوقت، ورئيس لجنة العون المباشر حالياً يتحدث عن ظروف تلك المحنة.. يقول :
"كنا في المملكة العربية السعودية خلال أشهر الاحتلال العراقي، ولم تكن لدينا أموال لمساعدة المحتاجين في إفريقيا، وكنا في حيرة من الأمر بين توفير المال لأبناء الكويت في الخارج وتوفيره لفقراء إفريقيا. 
وبينما كنا كذلك إذا بالمرحوم محمد الخرافي، يسألني عن أوضاع المساعدات الكويتية إلى إفريقيا، وفيما إذا كانت توقفت بسبب الغزو أو لا تزال مستمرة، فشرحت له الأمر على حقيقته والأوضاع السيئة التي بدأ المحتاجون في إفريقيا يعيشونها لعدم وصول المساعدات إليهم. 
ولما وقف محمد الخرافي على هذه الأمور استدعاني، وقال: يا دكتور عبد الرحمن، اطمئن، لن تتوقف اللجنة عن تقديم المساعدة، وسوف أكون إلى جانبكم وأمدكم بالمال، فأمدنا بما جادت به يده – – وكان لذلك الأثر الكبير في تقديم المساعدات الخيرية للمحتاجين في القارة الإفريقية".

## دعم القضايا العربية والإسلامية
تم تشكيل اللجنة الشعبية الكويتية لجمع التبرعات كبادرة جديدة للتنظيم الشعبي لدعم القضايا العربية والإسلامية بالمال؛ حيث كان محمد عبد المحسن الخرافي أحد مؤسسي هذه اللجنة، ففي عام 1956م عندما تعرضت مصر للعدوان الثلاثي، هبت الكويت لدعمها بالمال لمواجهة ذلك العدوان الغادر، وكان محمد عبد المحسن الخرافي من أوائل الذين تبرعوا لمصر إذ قدم (500 ألف روبية) وهو مبلغ كبير في ذلك الوقت، حتى نال وسام الاستحقاق من جمهورية مصر العربية على هذا التبرع وغيره من المساهمات التنموية الكثيرة، كما دعم ثورة التحرير في الجزائر من خلال اللجنة الشعبية لجمع التبرعات أيضاً التي كان يمثل أحد أركانها؛ إذ لم يكن متبرعاً فقط، بل كان مع بقية الأعضاء يحثون الآخرين على ضرورة تقديم ما تجود به أيديهم ونفوسهم الخيرة، لدعم قضايا الشعوب العربية الساعية إلى استقلالها وحريتها من جهة، ولدعم الدول العربية والإسلامية التي تحل بها كوارث طبيعية كالزلازل والفيضانات من جهة أخرى..

## رعاية المعوقين
أولاً: داخل الكويت
- تشييد مطبعة لطباعة الكتب الخاصة بالمكفوفين بطريقة (برايل) في شهر أبريل عام 1996م، وكانت أحدث مطبعة بالشرق الأوسط في ذلك الوقت، حيث تقوم بطباعة هذه الكتب للدول الخليجية والعربية والإسلامية.
- بناء صالة ألعاب رياضية خاصة بالمكفوفين أيضاً مع توفير كل تجهيزاتها داخل مدرسة النور.
- إنشاء مسرح وصالة لرعاية الأطفال المعاقين دون سن المدرسة بمنطقة السرة.
- كما وجه اهتماماً خاصاً لفئة أطفال الداون (المنغوليين) حرصاً منه على رعايتهم ومساعدة ذويهم في علاج مشكلتهم؛ وذلك من خلال تجهيز فصول خاصة بهم في خمس مدارس رياض أطفال بمختلف المحافظات وإشراكهم مع الأطفال الأصحاء.

ثانياً: خارج الكويت
بادر إلى مواصلة هذا العمل الجليل في الخارج، حيث شيَّد مدارس خاصة للمعوقين والمكفوفين في كل من: الهند، وباكستان، وسيلان (سري لانكا).
وقد زودها بكل ما يحتاجه المعوقون من وسائل الرعاية والتعليم الكفيلة بالمساهمة في حل مشاكلهم، ومساعدتهم على أن يكونوا أعضاء منتجين في مجتمعهم، عملاً بقول الرسول صلى الله عليه وسلم: «مَثَلُ الْمُؤْمِنِينَ فِي تَوَادِّهِمْ وَتَرَاحُمِهِمْ وَتَعَاطُفِهِمْ مَثَلُ الْجَسَدِ إِذَا اشْتَكَى مِنْهُ عُضْوٌ تَدَاعَى لَهُ سَائِرُ الْجَسَدِ بِالسَّهَرِ وَالْحُمَّى».()
علاج المرضى
كان محمد عبد المحسن الخرافي من هؤلاء الذين وفقهم الله تعالى للأعمال الخيرية في مجال دعم الخدمات الصحية، وذلك كما يلي:
- إنشاء مركز لتوفير الرعاية المنزلية للمسنين بالسرة وقد خُصَّص لها فريقان طبيان مع سيارتين مجهزتين تقومان بخدمة المريض مجاناً داخل منزله، من خلال زيارته أكثر من مرة في الأسبوع وإراحته بذلك من عناء التنقل إلى المستشفيات، وخاصة العجزة وكبار السن.
- إنشاء نادٍ للطفل في جناح الأطفال بمستشفى الصباح بإشراف صندوق إعانة المرضى.
- إقامة مركزٍ للعلاج الطبيعي في مقر اتحاد كرة القدم بمنطقة العديلية.
- إعداد وتجهيز مركز رابطة السكر بمنطقة كيفان ليؤدي دوره في علاج مرضى السكر بالكويت وإعداد البرامج العلاجية لهم وتقديم الخدمات العلمية للمختصين، إضافة إلى تنظيم المؤتمرات والندوات الخاصة بشؤون مرضى السكر. الدعم المالي لصندوق إعانة المرضى

فضلاً عن دعم بعض المرافق الصحية في البلاد مثل مستشفى الرازي ومستشفى ابن سينا ومستوصف الشامية، ومع ما تقدم من أنواع الدعم الصحي المبين آنفاً، يأتي الدعم المالي لصندوق إعانة المرضى، ومن خلال هذا الدعم يتم دعم العلاج الطبي لمئات من المرضى المتقدمين بطلبات العلاج إلى الصندوق، بحيث يتم توظيف اختصاص الأطباء المتطوعين في الصندوق، لتقرير مدى استحقاق كل من المتقدمين بطلب الدعم، بعد أن كانت هذه العملية منوطة بالإداريين العاملين في مجال دعم الخدمات الاجتماعية في شركة محمد عبد المحسن الخرافي وأولاده، وهم رغم إخلاصهم وإتقانهم إلا أنهم يفتقرون إلى الخلفية الطبية الكافية التي بناءً عليها يستطيعون اعتماد الطلبات المقدمة.
وعلى الإجمال فإن الشركة تساهم بالدعم المالي المباشر للصندوق بمبلغ مائتي ألف (200000) دينار كويتي سنوياً على دفعتين خلال العام، وقد بلغ ما تم صرفه في مجال الخدمات الصحية سبعمائة ألف (700000) دينار كويتي إلى الآن وهو مبلغ متصاعد سنوياً، وهو ما يتميز به تبرع ثلث محمد عبد المحسن الخرافي عن بقية التبرعات الثابتة التي تمت وانتهت بينما هو متجدد متحرك.
وفيما يلي خلاصة رقمية للدعم المادي للخدمات الصحية المذكورة آنفاً بالألف دينار كويتي:
- مبنى السكرتارية بمستشفى حسين مكي جمعة 50.000 دينار.
- مبنى رابطة السكر الكويتية + تجهيز 180.000 + ميزانية سنوية 6.000 دينار.
- مبنى العلاج الطبيعي باتحاد كرة القدم + تجهيز 126.000 دينار.
- نادي الأطفال المرضى بمستشفى الصباح 5.000 دينار.
- الرعاية المنزلية من عام 1998 حتى نهاية عام 2003م: 241.860 ديناراً + ميزانية سنوية 61.920 ديناراً.
- صندوق إعانة المرضى من عام 1998م حتى نهاية 2003: 600.000 دينار + ميزانية سنوية 100.000 دينار.
- أجهزة طبية بمستشفى الرازي 1.920 ديناراً.
- أجهزة طبية بمستشفى ابن سينا 10.000 دينار
- الجمعية الكويتية لرعاية الأطفال بالمستشفى الأميري 30.000 دينار + ميزانية سنوية 5.000 دينار.
- مركز الدسلكسيا 16.000 دينار.
- دعم مؤتمرات طبية 39.000 دينار.
- تجهيز سيارة إسعاف لمستوصف الشامية (حرب تحرير العراق) 6.000 دينار
- أجهزة طبية لمستوصف الشامية 2.000 دينار.
- حديقة خاصة بتصميمها للمعاقين 300.000 دينار.
- صالة وحوض سباحة خاص بأطفال التوحد (علاج) مع التجهيز 60.000 دينار
- مبنى جمعية المعاقين الكويتية 300.000 دينار.
- طباعة كتاب طبي عن ارتفاع ضغط الدم 3.000 دينار.

المجموع الكلي : (1.970.780) مليون وتسعمائة وسبعون ألف وسبعمائة وثمانون دينار كويتي.　

## مسيرته السياسية
شارك في انتخابات مجلس الأمة الكويتي 1963 في الدائرة الثانية، وحصل على المركز الثالث عشر ب108 أصوات وخسر بالانتخابات ، وشارك في انتخابات مجلس الأمة الكويتي 1967 في الدائرة الثانية وحصل على المركز الثاني ب438 صوت وفاز بالانتخابات ، إلا إنه لم يحضر جلسات المجلس منذ انتخابه ولم يؤدي اليمين الدستورية احتجاجاً على تزوير الانتخابات، وإعتبره المجلس مستقيلاً من منصبه بجلسة 20 أبريل 1967. عرف بتوجهاته القومية.

## مناصبه
تولّى عدة مناصب منها رئيس مجلس إدارة البنك الوطني الكويتي، والنائب الأول لرئيس غرفة تجارة وصناعة الكويت، ورئيس لجنة تنمية الصناعة في وزارة التجارة، وعضو بالغرفة الخليجية للتجارة والصناعة، وعضو في مجلس المعارف، ومن مؤسسي الخطوط الجوية الكويتية وعضو مجلس إدارة شركة ناقلات النفط الكويتية، وهو من مؤسسي الشركة في 1 أبريل 1957.

## وفاته
توفي محمد عبد المحسن الخرافي في السادس من سبتمبر عام 1993م، الموافق لعام 1414هـ .

## سمي باسمه
- مدرسة ومعهد محمد عبد المحسن الخرافي (السنغال).[6]
- قاعة محمد عبد المحسن الخرافي.[7]
- مدرسة محمد عبد المحسن الخرافي (الكويت).
- كأس الخرافي.
- مهرجان محمد عبد المحسن الخرافي للإبداع المسرحي.